# Burg Epprechtstein
Die Burg Epprechtstein ist die Ruine einer Gipfelburg auf dem gleichnamigen 782,1 m ü. NN hohen Berg Epprechtstein, der sich über dem Ort Kirchenlamitz im bayrischen Landkreis Wunsiedel im Fichtelgebirge erhebt.

## Geschichte
In einer Schenkungsurkunde des Herzogs Otto II. von Meranien wurde erstmals 1248 ein „Eberhardus de Eckebretsteine“ urkundlich erwähnt. 1308 belehnte König Heinrich VII. die Brüder Ulrich, Heinrich und Nickel, die Säcke genannt, mit der Veste Epprechtstein, die von Wild wurden Mitbesitzer. 1337 belehnte Kaiser Ludwig der Bayer noch den Vogt Heinrich von Plauen mit einem kleinen Teil der Veste. 1352 erstürmten die Burggrafen von Nürnberg das Raubschloss, danach erhielten sie es zu Lehen. Unter den Angreifern befand sich Heinrich von Kotzau mit seinen beiden Brüdern. 1355/1356 kamen sie durch Kauf in den gesamten Besitz der Burg, des Amtes und von Kirchenlamitz, womit der Epprechtstein und Kirchenlamitz Teil des Sechsämterlandes und Sitz von Amtmännern wurden. Der Burgturm war Bestandteil des Verteidigungssystems der Wartordnung von 1498. Im 16. Jahrhundert wurde die Burg durch Truppen des Vogts Heinrich von Plauen zerstört und verfiel.
Die Burgruine wurde Ende des 18. Jahrhunderts von dem Heimatforscher Johann Theodor Benjamin Helfrecht und dem Kartographen Johann Christoph Stierlein erforscht. Der Maler Georg Könitzer zeichnete eine Lithografie der Burgruine innerhalb seines Themenkreises rund um das Fichtelgebirge.

## Beschreibung

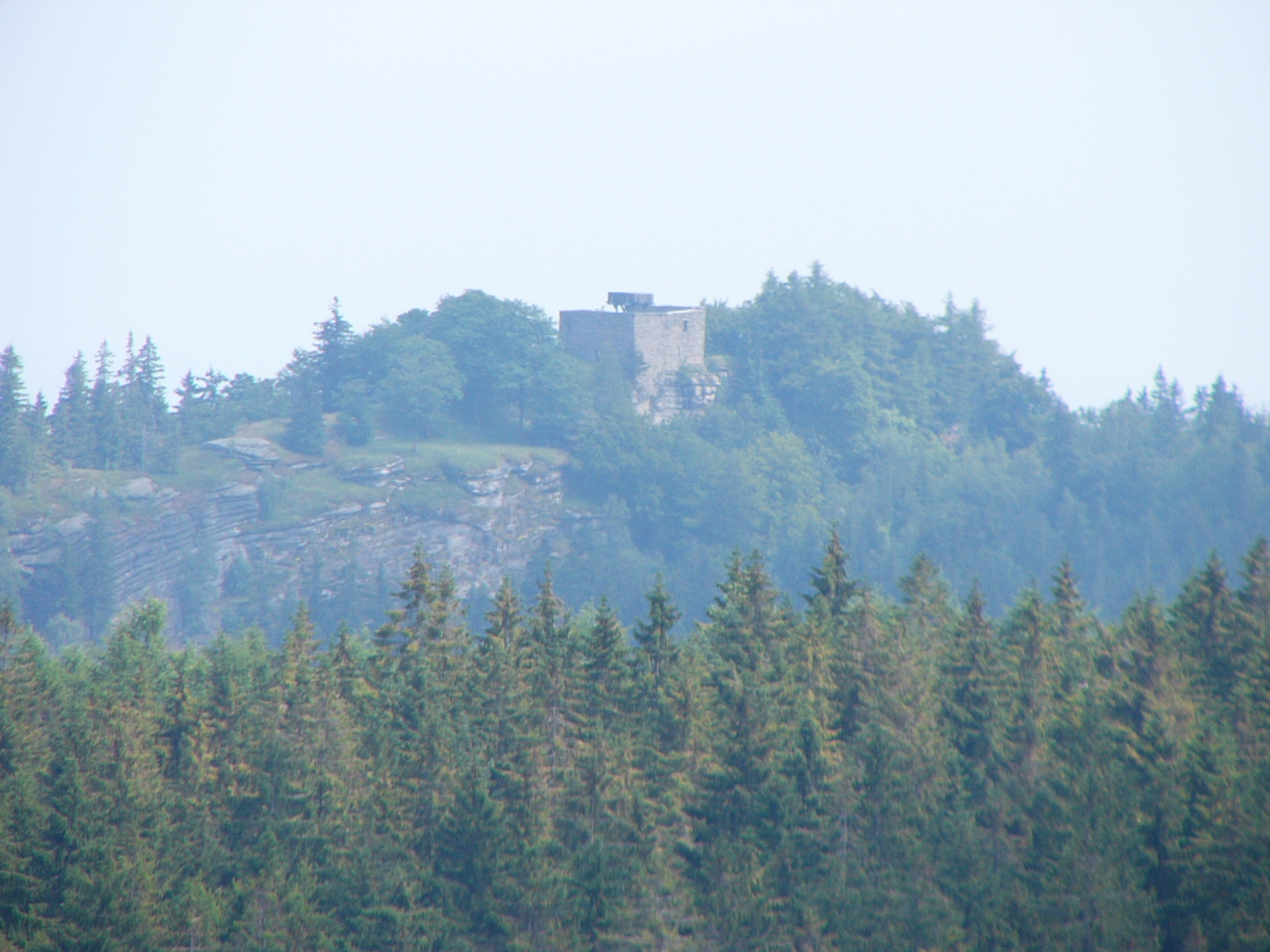
Ansicht des Epprechtsteins vom Hohen Stein

Auf dem unbewaldeten Gipfel steht auf einer langgestreckten, schroff abfallenden Granitplatte die Burgruine Epprechtstein. Es handelt sich um den ehemaligen turmartigen Hauptwohnbau (Wohnturm), auf dem eine Treppe zur 1982 errichteten hölzernen Aussichtsplattform führt. Von dort hat man einen Rundblick über den Waldsteinzug, zum Großen Kornberg, nach Schwarzenbach an der Saale und Oberkotzau bis nach Hof, südlich über das innere Fichtelgebirge zur Kösseine. 250 Meter südöstlich befindet sich die Diensthütte der Bergwachtbereitschaft Kirchenlamitz.